# Didymascella chamaecyparidis
Didymascella chamaecyparidis är en svampart som först beskrevs av J.F. Adams, och fick sitt nu gällande namn av René Charles Maire 1927. Didymascella chamaecyparidis ingår i släktet Didymascella och familjen Hemiphacidiaceae.   Inga underarter finns listade i Catalogue of Life.